# Stiburus
Stiburus és un gènere de plantes de la subfamília de les cloridòidies, família de les poàcies. És originari de Sud-àfrica.
El gènere va ser descrit per Otto Stapf i publicat a Flora Capensis 7(4): 696–697. 1900. (Maig 1900)
Alguns autors ho inclouen en el gènere Eragrostis.

## Espècies
- Stiburus alopecuroides
- Stiburus conrathii